# Інше життя
«Інше життя» (азерб. «Özgə ömür») — азербайджанський радянський художній фільм 1987 року, психологічна драма режисера Расіма Оджагова за сценарієм Рустама Ібрагімбекова. Виробництво кіностудії «Азербайджанфільм».
Головну роль виконав Олександр Калягін. Ірина Купченко, яка зіграла коханку ректора Рзаєва, удостоїлася за цю акторську роботу премії «Ніка».

## Сюжет
Фаріз Амірович Рзаєв двадцять років очолює один з найбільших азербайджанських інститутів. Життя склалося так, що діти його уникають, дружина ненавидить, до роботи він любові не має. Зрідка відвідує коханку, тільки у неї він може бути самим собою. Саме тут він розслабляється, думає про свої помилки, про себе, про близьких, про те, як все, загалом, добре і як ненадійно.

## У ролях
- Олександр Калягін —  Фаріз Амірович Рзаєв
- Фахраддін Манафов —  Тахірбеков
- Мухтар Манієв —  Ефендієв
- Мубаріз Аліханоглу —  Дадашев
- Ірина Купченко —  Ліля
- Лія Ахеджакова —  Роза
- Шукюфа Юсупова —  Іманова
- Гаджи Ісмайлов —  Гасанов
- Нурія Ахмедова —  Міна
- Гамлет Ханізаде —  Аманулла
- Лариса Халафова —  Віка
- Гюля Салахова —  Тамілла
- Чингіз Шаріфов —  Раміз
- Чингіз Мустафаєв —  Ельдар
- Зарнігяр Агакішиєва —  Сакіне

## Знімальна група
- Режисер: Расім Оджагов
- Сценарій: Рустам Ібрагімбеков
- Оператор: Кенан Мамедов
- Композитор: Емін Сабіт-огли
- Художник: Рафіс Ісмайлов